# Futbol'nyj Klub Lokomotiv Moskva 2018-2019
Questa voce raccoglie le informazioni riguardanti la Lokomotiv Moskva nelle competizioni ufficiali della stagione 2018-2019.

## Stagione
La stagione è iniziata ufficialmente con il match contro il CSKA Mosca valido per la Supercoppa di Russia, terminato 0-1 dopo i tempi supplementari. Il 30 agosto a Monte Carlo ha luogo il sorteggio dei gironi di Champions League che vede impegnati i russi nel girone D con i lusitani del Porto, i turchi del Galatasaray e i tedeschi dello Schalke 04. L'esordio in Champions non sorride ai russi che vengono travolti 3-0 a Istanbul dal Galatasaray. Il 26 settembre, in Coppa di Russia, la Lokomotiv batte il Baltika ai tempi supplementari superando i sedicesimi di finale. Il 3 settembre arriva la prima sconfitta interna, per mano dello Schalke (0-1). Il 31 ottobre, grazie alla vittoria interna per 4-1 inflitta all'Enisej, la Lokomotiv supera il turno di Coppa di Russia.
Il 23 novembre la Lokomotiv chiude il girone d'andata al quarto posto, in seguito alla sconfitta interna per 2-1 contro l'Ural. Il 28 novembre, grazie alla vittoria casalinga per 2-0 contro il Galatasaray, i russi trovano la prima vittoria in Champions League. L'ultima vittoria nella massima competizione europea risaliva al secondo turno preliminare della stagione 2005-2006: 2-0 contro il Rabotnički. L'11 dicembre si conclude, con la sconfitta per 1-0 contro lo Schalke 04, l'avventura europea della squadra moscovita. Il 6 marzo, grazie alla vittoria complessiva per 2-0 contro il Rubin, la Lokomotiv supera i quarti di finale di coppa nazionale.
Il 15 maggio, con la vittoria complessiva per 4-2 contro il Rostov, i Ferrovieri approdano in finale di Coppa di Russia. Il 22 maggio la Lokomotiv Mosca batte l'Ural 1-0 in finale di coppa nazionale, con un gol di Dmitrij Barinov, e si aggiudica l'ottava Coppa di Russia della propria storia. Il 26 maggio si chiude la stagione della Lokomotiv che, grazie alla vittoria per 1-0 contro l'Ural, consolida il secondo posto in classifica e si qualifica alla UEFA Champions League 2019-2020.

## Maglie e sponsor
Lo sponsor tecnico per la stagione 2018-2019 è Under Armour.
|  | Casa |  | Trasferta |  | Terza maglia |

## Organigramma societario
Dal sito internet ufficiale della società.
Area direttiva
- Presidente: Ilya Gerkus
- Direttore esecutivo: Aleksej Kiriček

Area tecnica
- Allenatore: Jurij Sëmin
- Allenatore in seconda: Oleg Pašinin
- Allenatore dei portieri: Zaur Chapov
- Assistenti: Dmitrij Los'kov, Sargis Hovhannisyan, Jurij Baturenko
- Preparatori atletici: Sergej Alexeev, Sergej Haykin, Nikita Karlitskiy
- Fisioterapisti: Ivan Lopez Martinez, Sergej Syumakov, Maksim Adamovič
- Massaggiatori: Sergej Semakin, Oleg Novikov
- Team manager: Stanislav Suchina
- Traduttore: Murat Sasiev
- Amministrazione: Anatolij Maškov, Sergej Grišin, Ruslan Elderchanov, Vladimir Konyuchov

Area organizzativa
- Direttore Club: Vladimir Korotkov
- Direttore sportivo: Erik Stoffelshaus

## Rosa

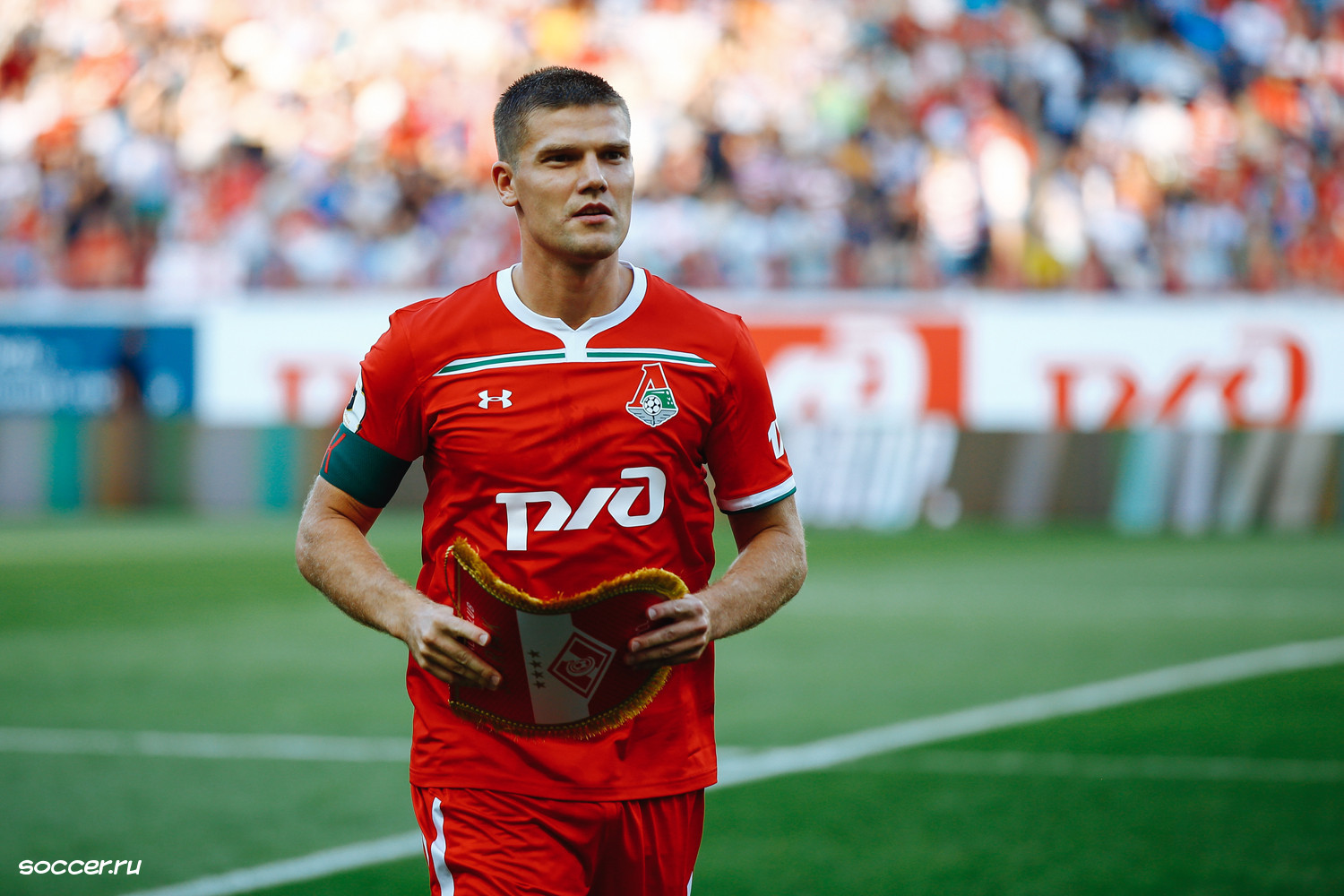
Igor' Denisov, capitano della Lokomotiv, in campo contro lo

La rosa tratta dal sito ufficiale.
| N. |                       | Ruolo | Calciatore           |
| -- | --------------------- | ----- | -------------------- |
| 1  | Russia (bandiera)     | P     | Guilherme            |
| 3  | Nigeria (bandiera)    | D     | Brian Idowu          |
| 4  | Portogallo (bandiera) | C     | Manuel Fernandes     |
| 5  | Germania (bandiera)   | D     | Benedikt Höwedes     |
| 6  | Russia (bandiera)     | C     | Dmitrij Barinov      |
| 7  | Polonia (bandiera)    | C     | Grzegorz Krychowiak  |
| 8  | Perù (bandiera)       | A     | Jefferson Farfán     |
| 9  | Russia (bandiera)     | A     | Fëdor Smolov         |
| 11 | Russia (bandiera)     | C     | Anton Mirančuk       |
| 14 | Croazia (bandiera)    | D     | Vedran Ćorluka       |
| 17 | Ucraina (bandiera)    | D     | Taras Mychalyk       |
| 18 | Russia (bandiera)     | C     | Aleksandr Kolomejcev |
| 20 | Russia (bandiera)     | C     | Vladislav Ignat'ev   |

| N. |                       | Ruolo | Calciatore               |
| -- | --------------------- | ----- | ------------------------ |
| 21 | Georgia (bandiera)    | C     | Khvicha K'varatskhelia   |
| 23 | Russia (bandiera)     | C     | Dmitrij Tarasov          |
| 24 | Portogallo (bandiera) | A     | Éder                     |
| 27 | Russia (bandiera)     | C     | Igor' Denisov (capitano) |
| 28 | Finlandia (bandiera)  | D     | Boris Rotenberg          |
| 30 | Russia (bandiera)     | P     | Nikita Medvedev          |
| 31 | Polonia (bandiera)    | C     | Maciej Rybus             |
| 33 | Georgia (bandiera)    | D     | Solomon Kvirkvelia       |
| 34 | Russia (bandiera)     | D     | Timofej Margasov         |
| 59 | Russia (bandiera)     | C     | Aleksej Mirančuk         |
| 77 | Russia (bandiera)     | P     | Anton Kočenkov           |
| 84 | Russia (bandiera)     | D     | Michail Lysov            |
| 96 | Russia (bandiera)     | A     | Rifat Žemaletdinov       |

## Risultati

### Prem'er-Liga

#### Girone di andata
| Ufa 30 luglio 2018, ore 17:00 CEST 1ª giornata | Ufa    | 0 – 0 referto | Lokomotiv Mosca | Dinamo Stadion (8 368 spett.)\| Arbitro: \| Vilkov \| |
| Arbitro:                                       | Vilkov |               |                 |                                                       |

| Mosca 4 agosto 2018, ore 18:00 CEST 2ª giornata | Lokomotiv Mosca | 0 – 0 referto | Spartak Mosca | RŽD Arena (22 027 spett.)\| Arbitro: \| Moskalev \| |
| Arbitro:                                        | Moskalev        |               |               |                                                     |

| Arbitro: | Ivanov |

|               |           |  |
| Čukanov 90+1’ | Marcatori |  |

| Arbitro: | Turbin |

|  |           |                |
|  | Marcatori | 37’ Krychowiak |

| Arbitro: | Kazartsev |

|                      |           |             |
| Rybus 55’ Smolov 73’ | Marcatori | 90+3’ Kulik |

| Arbitro: | Bezborodov |

|                               |           |                         |
| Wamberto 39’ Sulejmanov 90+3’ | Marcatori | 33’ (rig.) M. Fernandes |

| Arbitro: | Matyunin |

|                  |           |            |
| An. Mirančuk 32’ | Marcatori | 5’ Cardoso |

| Arbitro: | Galimov |

|                                                   |           |                                          |
| Šatov 13’, 64’ Erochin 48’ Dzjuba 57’ Driussi 90’ | Marcatori | 17’ Barinov 74’ Al. Miranchuk 85’ Smolov |

| Arbitro: | Turbin |

|                                     |           |  |
| M. Fernandes 81’ Žemaletdinov 90+3’ | Marcatori |  |

| Arbitro: | Matyunin |

|  |           |             |
|  | Marcatori | 88’ Höwedes |

| Arbitro: | Lapochkin |

|                                 |           |             |
| An. Mirančuk 26’ Kvirkvelia 60’ | Marcatori | 27’ Ingason |

| Arbitro: | Bezborodov |

|  |           |                                            |
|  | Marcatori | 22’ Al. Mirančuk 81’ M. Fernandes 84’ Éder |

| Arbitro: | Ivanov |

|                                   |           |             |
| Höwedes 26’ An. Mirančuk 70’, 74’ | Marcatori | 35’ Beljaev |

| Kazan' 11 novembre 2018, ore 14:30 CET 14ª giornata | Rubin      | 0 – 0 referto | Lokomotiv Mosca | Stadio Centrale di Kazan' (7 719 spett.)\| Arbitro: \| Bezborodov \| |
| Arbitro:                                            | Bezborodov |               |                 |                                                                      |

| Arbitro: | Lapochkin |

|            |           |                                 |
| Smolov 26’ | Marcatori | 31’ Kulakov 51’ (rig.) El Kabir |

#### Girone di ritorno
| Arbitro: | Karasëv |

|                              |           |            |
| Glušakov 6’ Luiz Adriano 38’ | Marcatori | 79’ Farfán |

| Arbitro: | Levnikov |

|                 |           |               |
| Farfán 76’, 81’ | Marcatori | 8’ Despotović |

| Arbitro: | Bezborodov |

|                       |           |                           |
| An. Mirančuk 23’, 65’ | Marcatori | 19’ Ananidze 69’ Şeydayev |

| Arbitro: | Voloshin |

|  |           |                       |
|  | Marcatori | 21’ Farfán 80’ Smolov |

| Arbitro: | Vilkov |

|                         |           |  |
| An. Mirančuk 69’ (rig.) | Marcatori |  |

| Arbitro: | Eskov |

|  |           |                         |
|  | Marcatori | 64’ (rig.) An. Mirančuk |

| Arbitro: | Ivanov |

|                    |           |               |
| Driussi 61’ (aut.) | Marcatori | 54’ Rakyc'kyj |

| Arbitro: | Voloshin |

|               |           |                                          |
| Ravanelli 47’ | Marcatori | 45+1’ Smolov 57’ Al. Mirančuk 65’ Farfán |

| Arbitro: | Eskov |

|             |           |           |
| Höwedes 13’ | Marcatori | 40’ Čalov |

| Arbitro: | Meshkov |

|           |           |                |
| Ionov 39’ | Marcatori | 5’, 83’ Farfán |

| Arbitro: | Lapochkin |

|                             |           |               |
| Kičin 67’ (aut.) Farfán 88’ | Marcatori | 84’ Kostjukov |

| Arbitro: | Turbin |

|                         |           |  |
| Bakaev 24’ Đorđević 59’ | Marcatori |  |

| Arbitro: | Bezborodov |

|                                                                     |           |  |
| An. Mirančuk 3’ (rig.) Smolov 10’ Krychowiak 73’ K'varatskhelia 87’ | Marcatori |  |

| Arbitro: | Moskalev |

|                                   |           |                              |
| Panjukov 39’ Guilherme 46’ (aut.) | Marcatori | 21’, 64’ (rig.) An. Mirančuk |

| Arbitro: | Ivanov |

|               |           |  |
| Fernandes 39’ | Marcatori |  |

### Coppa di Russia
| Arbitro: | Amelin |

|                       |           |                                             |
| Kasaev 28’ Magal' 64’ | Marcatori | 35’ Al. Mirančuk 88’ Éder 105’ An. Mirančuk |

| Arbitro: | Sukhoy |

|                                                        |           |                   |
| Éder 13’ (rig.) An. Mirančuk 40’, 57’ Al. Mirančuk 48’ | Marcatori | 84’ (rig.) Kutjin |

| Arbitro: | Voloshin |

|             |           |  |
| Ćorluka 54’ | Marcatori |  |

| Arbitro: | Ivanov |

|  |           |             |
|  | Marcatori | 78’ Höwedes |

| Arbitro: | Levnikov |

|                                         |           |                               |
| An. Mirančuk 67’ Novosel'cev 85’ (aut.) | Marcatori | 50’ Erëmenko 84’ (rig.) Popov |

| Arbitro: | Lapochkin |

|  |           |                               |
|  | Marcatori | 45+2’ Žemaletdinov 62’ Smolov |

| Arbitro: | Lapochkin |

|             |           |  |
| Barinov 27’ | Marcatori |  |

### Champions League

#### Fase a gironi
| Arbitro: | Rocchi |

|                                                    |           |  |
| Rodrigues 9’ Derdiyok 67’ Selçuk İnan 90+4’ (rig.) | Marcatori |  |

| Arbitro: | Taylor |

|  |           |              |
|  | Marcatori | 88’ McKennie |

| Arbitro: | Madden |

|                  |           |                                             |
| An. Mirančuk 38’ | Marcatori | 26’ (rig.) Marega 35’ H. Herrera 47’ Corona |

| Arbitro: | Massa |

|                                                  |           |            |
| H. Herrera 2’ Marega 42’ Corona 67’ Otávio 90+3’ | Marcatori | 59’ Farfán |

| Arbitro: | Mateu Lahoz |

|                              |           |  |
| Donk 43’ (aut.) Ignat'ev 54’ | Marcatori |  |

| Arbitro: | Sidīropoulos |

|              |           |  |
| Schöpf 90+1’ | Marcatori |  |

### Supercoppa di Russia
| Arbitro: | Bezborodov |

|  |           |               |
|  | Marcatori | 106’ Chosonov |

## Statistiche

### Statistiche di squadra
| Competizione         | Punti | In casa | In casa | In casa | In casa | In casa | In casa | In trasferta | In trasferta | In trasferta | In trasferta | In trasferta | In trasferta | Totale | Totale | Totale | Totale | Totale | Totale | DR  |
| Competizione         | Punti | G       | V       | N       | P       | Gf      | Gs      | G            | V            | N            | P            | Gf           | Gs           | G      | V      | N      | P      | Gf     | Gs     | DR  |
| -------------------- | ----- | ------- | ------- | ------- | ------- | ------- | ------- | ------------ | ------------ | ------------ | ------------ | ------------ | ------------ | ------ | ------ | ------ | ------ | ------ | ------ | --- |
| Prem'er-Liga         | 56    | 15      | 9       | 5       | 1       | 25      | 12      | 15           | 7            | 3            | 5            | 20           | 16           | 30     | 16     | 8      | 6      | 45     | 28     | +17 |
| Coppa di Russia      | -     | 3       | 2       | 1       | 0       | 7       | 3       | 3            | 3            | 0            | 0            | 6            | 2            | 7      | 6      | 1      | 0      | 14     | 5      | +9  |
| Champions League     | 3     | 3       | 1       | 0       | 2       | 3       | 4       | 3            | 0            | 0            | 3            | 1            | 8            | 6      | 1      | 0      | 5      | 4      | 12     | -8  |
| Supercoppa di Russia | -     | -       | -       | -       | -       | -       | -       | -            | -            | -            | -            | -            | -            | 1      | 0      | 0      | 1      | 0      | 1      | -1  |
| Totale               | 59    | 21      | 12      | 6       | 3       | 35      | 19      | 21           | 10           | 3            | 8            | 37           | 26           | 44     | 23     | 9      | 12     | 63     | 46     | +17 |

### Andamento in campionato
| Giornata  | 1 | 2  | 3  | 4 | 5 | 6 | 7  | 8  | 9 | 10 | 11 | 12 | 13 | 14 | 15 | 16 | 17 | 18 | 19 | 20 | 21 | 22 | 23 | 24 | 25 | 26 | 27 | 28 | 29 | 30 |
| --------- | - | -- | -- | - | - | - | -- | -- | - | -- | -- | -- | -- | -- | -- | -- | -- | -- | -- | -- | -- | -- | -- | -- | -- | -- | -- | -- | -- | -- |
| Luogo     | T | C  | T  | T | C | T | C  | T  | C | T  | C  | T  | C  | T  | C  | C  | T  | C  | C  | T  | C  | T  | C  | T  | C  | T  | C  | T  | C  | T  |
| Risultato | N | N  | P  | V | V | P | N  | P  | V | V  | V  | V  | V  | N  | P  | P  | V  | N  | V  | V  | V  | N  | V  | N  | V  | V  | P  | V  | N  | V  |
| Posizione | 8 | 11 | 14 | 8 | 5 | 8 | 10 | 11 | 9 | 7  | 6  | 3  | 2  | 3  | 4  | 5  | 5  | 5  | 5  | 3  | 2  | 4  | 2  | 2  | 2  | 2  | 2  | 2  | 2  | 2  |

Legenda:

Luogo: C = Casa; T = Trasferta. Risultato: V = Vittoria; N = Pareggio; P = Sconfitta.